# Osvaldo Arroyo
Osvaldo Gabriel Arroyo (Fortín Olmos,  27 de febrero de 1995) es un futbolista argentino. Juega como lateral izquierdo y su equipo actual es Colón de San Justo de la Liga Santafesina de Fútbol.

## Estadísticas
- Actualizado al 22 de diciembre de 2021

| Club                         | Div.                | Temporada           | Liga | Liga | Copa Nacional | Copa Nacional | Copa Internacional | Copa Internacional | Total | Total |
| Club                         | Div.                | Temporada           | PJ   | G    | PJ            | G             | PJ                 | G                  | PJ    | G     |
| ---------------------------- | ------------------- | ------------------- | ---- | ---- | ------------- | ------------- | ------------------ | ------------------ | ----- | ----- |
| Colón Argentina              |                     |                     |      |      |               |               |                    |                    |       |       |
| 1.ª                          | 2015                | 5                   | 0    | 0    | 0             | -             | -                  | 5                  | 0     |       |
| 1.ª                          | 2016                | 0                   | 0    | -    | -             | -             | -                  | 0                  | 0     |       |
| 1.ª                          | 2016/17             | 1                   | 0    | 0    | 0             | -             | -                  | 1                  | 0     |       |
| Total                        | Total               | 6                   | 0    | 0    | 0             | -             | -                  | 6                  | 0     |       |
| Cianorte · Brasil            |                     |                     |      |      |               |               |                    |                    |       |       |
| 1.ª                          | 2018                | 6                   | 0    | -    | -             | -             | -                  | 6                  | 0     |       |
| 4.ª                          | 2018                | 2                   | 0    | 3    | 0             | -             | -                  | 5                  | 0     |       |
| 4.ª                          | 2019                | 2                   | 0    | -    | -             | -             | -                  | 2                  | 0     |       |
| Total                        | Total               | 10                  | 0    | 3    | 0             | -             | -                  | 13                 | 0     |       |
| Vitória · Brasil             |                     |                     |      |      |               |               |                    |                    |       |       |
| 1.ª                          | 2019                | 3                   | 0    | -    | -             | -             | -                  | 3                  | 0     |       |
| Total                        | Total               | 3                   | 0    | -    | -             | -             | -                  | 3                  | 0     |       |
| Atlético San Jorge Argentina |                     |                     |      |      |               |               |                    |                    |       |       |
| 4.ª                          | 2020                | ?                   | ?    | -    | -             | -             | -                  | ?                  | ?     |       |
| Total                        | Total               | ?                   | ?    | -    | -             | -             | -                  | ?                  | ?     |       |
| 9 de Julio (R) Argentina     |                     |                     |      |      |               |               |                    |                    |       |       |
| 4.ª                          | 2020/21             | 6                   | 0    | -    | -             | -             | -                  | 6                  | 0     |       |
| 4.ª                          | 2021/22             | 5                   | 1    | -    | -             | -             | -                  | 5                  | 1     |       |
| Total                        | Total               | 11                  | 1    | -    | -             | -             | -                  | 11                 | 1     |       |
| Sportivo Belgrano Argentina  |                     |                     |      |      |               |               |                    |                    |       |       |
| 3.ª                          | 2021                | 25                  | 0    | 1    | 0             | -             | -                  | 26                 | 0     |       |
| 3.ª                          | 2022                | 0                   | 0    | -    | -             | -             | -                  | 0                  | 0     |       |
| Total                        | Total               | 25                  | 0    | 1    | 0             | -             | -                  | 26                 | 0     |       |
| Total en su carrera          | Total en su carrera | Total en su carrera | 55   | 1    | 4             | 0             | -                  | -                  | 59    | 1     |